# Game sanaeha
Game sanaeha (เกมเสน่หา; conosciuta comunemente come Game of Affection) è una serie televisiva thailandese trasmessa su Channel 3 nel 2018.

## Trama
Nei due anni in cui Muanchanok (Nok) ha studiato all'estero, i suoi genitori hanno divorziato. Suo padre si è risposato con un'ex reginetta di bellezza che ha la sua stessa età, mentre sua madre sta flirtando con diversi uomini più giovani. Gli effetti della sua famiglia distrutta fanno sì che Nok diventi gelosa, irascibile e ossessionata dal fatto che i suoi genitori tornino insieme.
Lakkhanai (Nai), un lontano parente della madre di Nok, cresciuta con lei, è un uomo molto capace che gode di una posizione di vertice nell'azienda di suo padre. Vive anche a casa sua, il che rende Nok furioso al punto da volerlo eliminare dalla sua famiglia.
Quando Nok e Nai sono costretti a sposarsi, Nok organizza un gioco d'amore per ferirlo. Ma i sentimenti di Nai per lei sono sempre stati sinceri.